# Église Saint-Vincent de Sermesse
L'église Saint-Vincent de Sermesse est une église située sur le territoire de la commune de Sermesse, dans le département français de Saône-et-Loire et la région Bourgogne-Franche-Comté.

## Historique
L'église a été incendiée en 1636, durant les guerres de Comté, par les troupes du général Gallas et la cure fut alors rattachée à celle de Toutenant, ce qui explique que les habitants durent patienter jusqu'en 1733 pour voir bâtir la nouvelle église (date figurant au-dessus du porche).

## Architecture
La nef unique, plafonnée, est prolongée par un chœur à trois pans (comme c'est aussi le cas pour les églises de Palleau et de Bragny). De chaque côté du chœur se trouvent des chapelles, qui forment un transept.
La toiture en tuiles plates est dominée par une étroite flèche octogonale couverte d'ardoises (culminant à 22 mètres), reposant sur la base carrée du clocher ouvert par deux abat-sons en plein cintre sur chaque face.

## Mobilier
À l'intérieur du chœur, dont les murs sont habillés de boiseries munies de bancs, se trouve le maître-autel de marbre rose, encadré par deux anges portant des flambeaux.
À gauche se trouve sainte Jeanne d'Arc (canonisée en 1920) et à droite le saint Curé d'Ars, saint patron des prêtres. 
Le siège de présidence et le banc curial sont de style Louis XV.

## Culte
Édifice consacré du diocèse d'Autun relevant de la paroisse Saint-Jean-Baptiste-des-Trois-Rivières (siège à Verdun-sur-le-Doubs) – qui en est affectataire au titre de la loi de 1905 –, l'église de Sermesse est, trois siècles après sa reconstruction, un lieu de culte catholique.